# Kiyoshi Tomizawa
Kiyoshi Tomizawa (富沢 清司 Tomizawa Kiyoshi?,  nacido el 3 de diciembre de 1943 en Shizuoka) es un exfutbolista japonés que se desempeñaba como centrocampista.
Tomizawa jugó 9 veces y marcó 2 goles para la Selección de fútbol de Japón entre 1965 y 1971. Tomizawa fue elegido para integrar la selección nacional de Japón para los Juegos Olímpicos de Verano de 1964 y 1968.

## Trayectoria

### Clubes
| Club         | País  | Año         |
| ------------ | ----- | ----------- |
| Nippon Steel | Japón | ???? - 1976 |

### Selección nacional
| Selección | País  | Año         |
| --------- | ----- | ----------- |
| Absoluta  | Japón | 1965 - 1971 |

## Estadística de equipo nacional
| Selección de Japón | Selección de Japón | Selección de Japón |
| Año                | Part.              | Goles              |
| ------------------ | ------------------ | ------------------ |
| 1965               | 2                  | 0                  |
| 1966               | 0                  | 0                  |
| 1967               | 1                  | 0                  |
| 1968               | 1                  | 0                  |
| 1969               | 0                  | 0                  |
| 1970               | 2                  | 0                  |
| 1971               | 3                  | 2                  |
| Total              | 9                  | 2                  |